# 도쿄 프렌즈 더 무비
도쿄 프렌즈 더 무비(일본어: 東京フレンズ The Moive, Tokyo Friends: The Movie)는 일본에서 제작된 나가야마 코조 감독의 2006년 드라마 영화이다. 오오츠카 아이 등이 주연으로 출연하였다.

## 출연

### 주연
- 오오츠카 아이
- 마츠모토 리오
- 고바야시 마오

### 조연
- 마키 요코
- 에이타
- 히라오카 유타
- 사사키 쿠라노스케
- 유스케
- 제임스 아본돌리오
- 이토 타카시
- 야마모토 코지

## 제작진
- 라인프로듀서: 오카다 슌지